# أوقستي شميت
أوقستي شميت (بالألمانية: Auguste Schmidt) (و. 1833 – 1902 م) هي سياسية، وصحفية ألمانية، ولدت في فروتسواف، توفيت في لايبزيغ، عن عمر يناهز 69 عاماً. توفيت في 10 يونيو عام 1902 في لايبزنغ في ألمانيا. وكانت أوغست مؤيدة نسوية ألمانية رائدة ومعلمة وصحفية وناشطة في مجال حقوق المرأة.

## حياتها
كانت أوغست ابنة الملازم الأول في مدفعية الجيش البروسي فريدريش شميت وزوجته إميلي (من مواليد شوبس). انتقلت الأسرة من بريسلاو إلى بوزنان عام 1842. حيث درست هناك في مدرسة لويزنسشول من عام 1848 حتى عام 1850 لتكون معلّمة.
ثم عملت كمعلّمة خاصة لعائلة بولندية بين عامي 1850 - 1855، ثم في مدرسة خاصة في ريبنيك العليا. وبعد ذلك كانت معلّمة في مدرسة بلدية مريم المجدلية في فروتسواف. وفي عام 1861 انتقلت إلى مدينة لايبزيغ لتصبح مديرة مدرسة لايبزيغ الخاصة للتعليم العالي وهي مدرسة خاصة للبنات.
كانت معلّمة في الآداب وعلم الجمال في أحد معاهد تعليم البنات أوتيلي فون ستيبر من عام 1804 وحتى 1870. وكانت واحدة من طلابها كلارا زيتكين. وفي عام 1864 بنت أوغست صداقة مع لويس أوتو بيترز. عندها انضمت إليها لتأسيس الرابطة الألمانية للمواطنات الإناث (ADF) في عام 1866 في لايبزيغ للعمل على توفير أفضل إمكانية لوصول المرأة للتعليم العالي وإلى المهن إضافة إلى التشريعات الوقائية الأفضل للمرأة العاملة. وخدمت شميت بالاشتراك مع أوتو بيترز كرئيسة لمجلة هاوس اوريجن house organ وحرّرت مقالة نيو باهن الشهيرة (مسارات جديدة).
وأسست جمعية المعلمين والمدرسين الألمان في عام 1869، ثم أسست مع هيلين لانج عام 1890 الجمعية العامة للمعلمين الألمان (ADLV).
وأصبحت أول رئيسة لرابطة جمعيات المرأة الألمانية (BDF) في عام 1894 والتي جمعت أربع وثلاثين مجموعة من مجموعات حركة الحقوق المدنية للمرأة تحت هيئة مسيطرة وبذلك توسعت حتى 65 مجموعة في السنة الأولى.
نشرت شميت روايتين في عام 1868 وصدر لها في عام 1895 كل من الكتب التالية: (الأقحوانات)، والقصة القصيرة (البنفسج)، و(من الأوقات الصعبة).
ثم تقاعدت في عام 1900 وتوفيت عام 1902. ورُبطت لافتة طويلة بطول 14 مترًا في المنزل الذي عاشت فيه بين عاملي 1863 و1864 في شارع لورتزينغ الخامس في مقاطعة لايبزيغ وذلك لإحياء ذكراها.